# Agrochola mansuetana
Agrochola mansuetana là một loài bướm đêm trong họ Noctuidae.